# Vesicularia immunda
Vesicularia immunda là một loài Rêu trong họ Hypnaceae. Loài này được (Renauld) Cardot miêu tả khoa học đầu tiên năm 1915.